# РТ-21М
РТ-21М (натовско наименование SS-20 Saber) са междуконтинентални балистични ракети, които са премахнати след договор от 1987 г. между САЩ и СССР. Те са използвани от Съветския съюз между 1976 и 1988 г. Тези ракети са от типа „Пионер“ (понякога наричан на тяхно име – СС-20). Базирани са на мобилна пускова установка, която може да се придвижва по обикновени пътища.

## История на разработката
Към създаването на тази ракета се е пристъпило към средата на 70-години. Съгласно тактико-техническите изисквания е било предвидено да се построи самоходна пускова установка, която може да носи балистични ракети по всякакъв вид пътища и да обезпечава нейната предстартова подготовка и пуск.
Задачата е възложена на колектива на Московския институт по топлотехника под ръководството на А. Надиразде. Първото изпитание на ракетата е на полигона Капустин Яр на 21 септември 1974 г. На 9 януари 1976 г. държавната комисия подписва протокол, с който се прекратяват изпитанията и се препоръчва ракетата да се приеме на въоръжение.
На 11 март 1976 г. влиза в сила постановление на правителството за започване на бойните дежурства на ракетните комплекси с балистични ракети СС-20, а през август първият полк под командването на подполковник Доронин влиза в състава на дежурните части на Стратегическите ядрени сили на СССР.

## Устройство и възможности
Ракетата има две степени, базирани на твърдо гориво, и агрегатен блок с главна част, който се стикова с помощта на съединителни отсеци. Може да носи повече от една бойна глава, като след достигане на стратегическа височина на полета главите могат да се разделят и насочат към различни цели.
Системата за управление е разработена от екипа на академик Пилюгин. Всички нейни блокове са разположени в херметичен отсек. Основана е на бордна изчислителна машина, която позволявала ракетата в хода на носене на дежурството да се намира в хоризонтално положение, и обезпечава точност на попадение не повече от 500 метра от целта, на всяка далечина и на всеки азимут, без да има нужда от завъртане на установката.
Установката позволява пълна автоматична предстартова подготовка и пуск. Притежава и резервна пускова система.